# Иваненко, Анастасия Викторовна
Анастасия Викторовна Иваненко (24 февраля 1989 года, Воркута) — российская пловчиха, чемпионка мира (2006).

## Биография
Начала заниматься плаванием в 8 лет. В спорт, по собственному признанию, попала случайно, увидев вместе с бабушкой объявление о наборе детей в секцию по плаванию. Первым тренером был Денис Валерьевич Шаляпин, под руководством которого Анастасия начала сначала плавать кролем, а затем освоила вольный стиль и комплексное плавание. В 12 лет Иваненко смогла выполнить норматив мастера спорта, а уже через год — мастера спорта международного класса. В 14 лет юниорка выиграла чемпионат России, а в 15 лет стала обладательницей рекорда России на дистанции 800 метров вольным стилем.
Первым международным стартом молодой пловчихи был чемпионат Европы 2005 года, на котором Анастасия завоевала две серебряные медали. А через год Иваненко стала чемпионкой мира на дистанции 800 метров вольным стилем на «короткой воде», а также обладательницей бронзовой награды на дистанции 400 метров комплексным плаванием.
25 марта 2007 года Иваненко была дисквалифицирована на два года за употребление допинга, так как допинг-проба, взятая у спортсменки 23 января того же года, дала положительный результат на фуросемид.
В период дисквалификации спортсменка не прекращала тренировки, а перед окончанием двухлетнего срока — летом 2009 года — переехала в Таганрог, сменив тренера и начав плавать под руководством Аркадия Фёдоровича Вятчанина. Также в 2009 году Анастасия поступила на факультет физической культуры и спорта Сыктывкарского государственного университета
Летом 2011 года Иваненко переехала в Волгоград и начала тренировки под руководством Бориса Дубинина в плавательном клубе «Волга», сменив специализацию на марафонские дистанции на открытой воде.
С 2015 года возобновила тренировки под руководством Людмилы Фёдоровны Шаляпиной в Воркуте.

## Спортивные достижения
- чемпион мира (2006 — 800 м, вольный стиль)
- серебряный призёр чемпионатов Европы (2005)[4]
- бронзовый призёр чемпионата мира (2006 — 400 м, комплексное плавание)[4]
- чемпионка России (2009 — 400 м, комплексное плавание)[7]
- четырёхкратный бронзовый призёр чемпионатов России[4]
- Победитель и призёр международных соревнований Кубок Сальникова (2009,2010,2011,2013гг.)
- Победитель и призёр Чемпионатов и Кубков России по плаванию (2014,2015)